# Раевский, Юрий Николаевич
Ю́рий Никола́евич Рае́вский (1952 — 8 декабря 1973) — советский серийный убийца и насильник, убивший с июля по октябрь 1971 года 4 женщин в Клайпеде и Москве.

## Биография

### Первые преступления
Юрий Раевский родился в 1952 году. Рос в благополучной семье. В ПТУ был комсоргом группы.
Шоком для всех стало, когда 16-летний Раевский напал на свою соседку и изнасиловал её (по другим данным — пытался изнасиловать). В 1970 году суд приговорил его к лишению свободы. Отбывал наказание в городе Минеральные Воды Ставропольского края. Там его «опустили», а на поясницу нанесли татуировку для «опущенных» — синюю розу. Существует предположение, что с этого момента он начал испытывать неприязнь к женскому полу. В июне 1971 года совершает побег из колонии.
17 июля 1971 года Раевский совершил покушение на убийство. Студентка Одесского университета Марина Носиковская ехала автостопом на отдых в Домбай и познакомилась в кафе в Минеральных Водах с Раевским, после чего он изнасиловал и попытался убить её, но жертва выжила.
Раевский умел располагать к себе женщин, в том числе и тех, которые были старше его, и даже тех, которые были замужем. Будущие жертвы маньяка сами шли с ним в уединённые места.

### Убийства
После покушения на Марину Носиковскую Раевский уехал в Клайпеду, где 27 июля совершил первое убийство, убив молодую москвичку Татьяну Силину, приехавшую на экскурсию.
После этого Раевский отправился из Клайпеды в Москву, где с августа по октябрь совершил 3 убийства. Помимо них, была также потенциальная жертва, спасённая милиционером. Сергей Белов, работавший участковым инспектором Гагаринского РУВД Москвы, в августе 1971 года увидел в лесопарковой зоне возле Внуковского аэропорта девушку, подошёл к ней и посоветовал не ходить в одиночку. На что та возразила, что она не одна. Между деревьями мелькнул силуэт мужчины. Заметив человека в форме, он рванул к заброшенной стройке. Участковый бросился за ним, но Раевский ловко перепрыгнул через высокую стену, задержать его тогда не удалось.
11 августа его жертвой стала беременная уфимка Елена Соляникова, которую он встретил в аэропорту Внуково, а после в безлюдном месте недалеко от аэропорта изнасиловал и убил.
27 августа в том же аэропорту Внуково Раевский познакомился с 18-летней Натальей Рудницкой, летевшей к сестре в Свердловск, позвал её на прогулку по городу, после чего изнасиловал и задушил.
10 октября в Москве Раевский убил молодого доктора Рахиль Аронову, которая летела из Средней Азии в Ригу защищать диссертацию.

### Арест, следствие и суд
Расследование было взято на особый контроль Генпрокуратурой СССР. Установили, что маньяк не оставлял на месте преступления отпечатков пальцев и следов спермы. Найденные при втором и третьем преступлениях паспорта своих жертв он разорвал, чтобы усложнить идентификацию личности. Действия преступника позволили сделать предположение, что он ранее судимый. Предположение подтвердилось, когда нашли свидетеля, видевшего в день совершения третьего убийства на стройке в районе станции метро «Динамо» высокого парня (это был Раевский) с тёмным пятном на пояснице (свидетель заметил татуировку, когда Раевский на ходу надевал футболку). Татуировка на пояснице навела следователей на мысль, что убийца в местах заключения был «опущенным». Проверка по базам криминального учёта, включая сводки о побегах из мест заключения, позволила идентифицировать Раевского.
Раевский был арестован в Харькове при попытке сбыть польское демисезонное пальто последней жертвы — Рахиль Ароновой. Примечательно, что в момент задержания Раевского подозревали только в спекуляции, девушка-милиционер, составлявшая протокол об административном правонарушении, выписала ему пропуск на выход. Но в отделении вызвало подозрение, что личность задержанного не удалось быстро установить, паспорта при себе он не имел и заявил, что прибыл в Харьков из Курской области. Но информация о месте проживания и работы задержанного проверке не поддавалась. Вскоре обратили внимание на ориентировку, в которой упоминалось об убийстве женщины, сопряжённом с изнасилованием, и похищении польского демисезонного пальто.
Раевский сознался в московских убийствах — Елены Соляниковой, Натальи Рудницкой и Рахиль Ароновой, в убийстве Татьяны Силиной, совершённом в Клайпеде в конце июля, нападении на Марину Носиковскую в Минеральных Водах и в серии других преступлений — изнасилований, краж.
Следствие длилось около года. Судебно-психиатрическая экспертиза, проведённая в 1972 году во Всесоюзном НИИ общей и судебной психиатрии имени В. П. Сербского, признала Раевского вменяемым, но не смогла объяснить причину его жестокости.
26 февраля (по другим данным — летом) 1973 года Юрий Раевский был приговорён к высшей мере наказания — смертной казни через расстрел. Убийца подал в Верховный Совет СССР прошение о помиловании, которое было отклонено. 8 декабря приговор был приведён в исполнение.

## В массовой культуре
- Документальный фильм «Синяя роза» из цикла «Следствие вели» (2011)
- Документальный фильм «Дитя порока» из цикла «Легенды советского сыска» (2014)